# Yandex
Yandex LLC (Russisch: Яндекс, IPA: [ˈjandəks]) is een Russisch bedrijf dat bekend is geworden door haar internetdiensten, in het bijzonder de zoekmachine Yandex Search. Na de grote reorganisatie in 2024 is IPJSC Yandex de nieuwe eigenaar en begon handel van de aandelen IPJSC Yandex op de beurs van Moskou.

## Activiteiten
Het bedrijf werd in 1997 opgericht. Yandex is begonnen met een zoekmachine voor internet. Yandex heeft wereldwijd 30 kantoren. Het is sinds 2011 beursgenoteerd op de Amerikaanse NASDAQ en in 2014 volgde ook een notering aan de beurs van Moskou. Na de Russische inval in Oekraïne werd de notering aan de NASDAQ per eind februari 2022 stilgelegd.
Tot juli 2024 waren er twee hoofdactiviteiten:
- Search and Portal: Dit zijn internet zoekmachines en direct daaraan gerelateerde activiteiten. In 2022 heeft Yandex in Rusland een marktaandeel van 60% op het gebied van zoekmachines.[2] Daarnaast biedt Yandex internetdiensten aan zoals internetreclame, een eigen browser, een online vertaler, een kaartendienst, e-mail, clouddiensten en een appstore voor Android. Yandex is naar aantal pageviews de vijfde grootste zoekmachine wereldwijd, na Google, Baidu, Bing en Yahoo!.

- E-Commerce, Mobility and Delivery, hier maken deel van uit:[2]
  - Yandex Drive, autodelen;
  - Yandex Eats, een besteldienst voor maaltijden, hier is per 8 september 2002 Delivery Club bijgekomen;
  - Yandex Market, een digitale markt;
  - Yandex Lavka, een bezorgdienst voor boodschappen en
  - Yandex Delivery, een logistieke tak voor het transport op korte afstand naar de klant.

In 2022 waren beide onderdelen gemeten naar omzet vergelijkbaar in omvang, maar de internetactiviteiten leverden een grote bijdrage aan het resultaat, maar de E-Commerce, Mobility and Delivery activiteiten leden in dit jaar nog een verlies.

## Geschiedenis
Oprichter en directeur Arkadi Volozj studeerde wiskunde in de Sovjet-Unie. Hij ontwikkelde al in 1990 een zoekalgoritme dat een zoekopdracht, inclusief grammaticale fouten en onbekende woorden, koppelde aan suggesties.
Samen met schoolvriend Ilja Segalovitsj werkte hij aan de ontwikkeling van zoeksoftware. Als naam werd Yandex bedacht. De herkomst van de naam "Yandex" zou initieel staan voor "Yet another indexer".
Op 23 september 1997 werd de zoekmachine Yandex.ru gelanceerd (Yandex Search), en deze werd publiekelijk gedemonstreerd tijdens de Softool-tentoonstelling in Moskou. De zoekmachine werd aanvankelijk ontwikkeld door Comptek. Het jaar daarop werd contextuele reclame toegevoegd aan de zoekmachine, zodat gerichte advertenties werden getoond over onderwerpen waar men naar zocht.
In 2004 steeg de omzet naar 17 miljoen dollar, waarbij er 7 miljoen dollar winst werd gemaakt. In de jaren daarna nam Yandex vele bedrijven over, om zo meer diensten te kunnen aanbieden.
Yandex was in Rusland in 2013 het grootste mediabedrijf qua omzet.
Begin 2018 besloten Yandex en Uber samen te werken in Rusland, Kazachstan, Azerbeidzjan, Armenië, Wit-Rusland en Georgië. Uber deed hiervoor een investering van 225 miljoen dollar. Aanvankelijk had Yandex een aandelenbelang van 59,3% in het samenwerkingsverband, Uber had 33,6% van de aandelen en de rest was in handen van de medewerkers. Op 21 april 2023 kocht Yandex het Uber belang van 29% in MLU voor iets meer dan US$ 700 miljoen.
Het bedrijf toonde in 2018 enkele testen van een zelfsturende auto in Moskou.
Op 27 april 2018 werd voor Yandex.Market een joint venture met Sberbank geformeerd. Sberbank investeerde een aanzienlijk bedrag in de joint venture waarmee Yandex haar belang zag verwateren tot een significant minderheidsbelang. Deze transactie resulteerde in een grote buitengewone winst van US$ 400 miljoen die in de resultaten over 2018 zijn opgenomen.
In september 2020 maakten Yandex en TCS Group bekend te onderhandelen over de koop van de grote private onlinebank Tinkoff Bank. Yandex was bereid zo’n US$ 5,5 miljard in contanten en aandelen te betalen. Grootaandeelhouder in Tinkoff is Oleg Tinkov die 40% van de aandelen in handen heeft. Op 16 oktober besloot TCS Group af te zien van de verkoop aan Yandex.

### Opsplitsing activiteiten
Na de Russische invasie van Oekraïne in februari 2022 is de handel in de aandelen van Yandex stilgelegd op beide effectenbeurzen. Medio maart 2022 trad bestuursvoorzitter Tigran Khudaverdyan af nadat de Europese Commissie hem sancties oplegde. Zijn financiële middelen zijn bevroren en een inreisverbod is ingesteld. Yandex zou informatie verborgen houden voor het Russische publiek door het manipuleren van de zoekresultaten op zijn platform. Op 18 maart maakte Yandex bekend een koper te zoeken voor Yandex News en Yandex Zen. Het bedrijf wil alleen verder gaan met activiteiten die voornamelijk vallen onder MLU (Taxi). Op 2 april 2022 verliet Elena Bunina haar posities als CEO en directeur personeelszaken en werd Artem Savinovsky benoemd tot waarnemend CEO.
Medio september 2022 verkocht Yandex zijn nieuwswebsite in Rusland. Yandex gaf steeds meer gehoor aan politieke druk om toegang tot websites van onafhankelijke media te beperken en hierop kwam kritiek vanuit het westen. De koper is VK, die zelf in 2021 werd opgeslokt door het staatsbedrijf Gazprom, waarmee de invloed van de Russische staat op het internetverkeer nog groter wordt. Yandex ontvangt in ruil voor zijn activiteiten de VK app Delivery Club. De verkoop leidde tot een aanzienlijke eenmalige bate van ₽ 38 miljard in 2022.
Vanaf 1 september 2023 kreeg de FSB de 24/7 toegang tot gebruikersgegevens die worden verzameld door Yango, een wereldwijd gebruikte taxi-oproep- en bezorgapp van Yandex die ook onder de merknaam Yandex Go opereert en waarvan alle gegevens op servers in Rusland staan.
In november 2022 gaf Yandex aan dat het de banden met Rusland wil verbreken. Door de herstructurering zal het in Nederland geregistreerde moederbedrijf het eigendom en de controle over alle bedrijven aan de Yandex Group overdragen. In februari 2024 sloot het bedrijf een overeenkomst. Alle Russische activiteiten worden verkocht voor ₽ 475 miljard, circa US$ 5,2 miljard, aan een groep investeerders, onder leiding van de olie- en gasmaatschappij Lukoil. Op 17 mei 2024 ging zo'n 95% van de omzet, personeel en activa van Yandex over naar de nieuwe eigenaar. De rest volgde in juli 2024.
Na de verkoop ging het bedrijf verder als Nebius Group onder leiding van Arkadi Volozj. Na de verkoop van de Russische belangen resteren vijf hoofdactiviteiten: Nebius AI, Toloka AI, Avride, TripleTen en een datacentrum in Finland en verder nog enige minderheidsbelangen. Het hoofdkantoor is in Amsterdam. De beursnotering in Rusland is vanaf 10 juli 2024 beëindigd en de schorsing van de notering op de NASDAQ beurs werd op 21 oktober 2024 ongedaan gemaakt.

## Producten
Deze lijst is verouderd en is inclusief de Russische activiteiten die in de verkoop staan.
- Search (zoekmachine)
- Mail (e-mail)
- Maps (kaartendienst)
- Panorama (streetview)
- Direct (reclamedienst)
- Money (betaaldienst)
- Translate (vertaler)
- Browser (webbrowser)
- Disk (cloudopslag)
- Market (verkoopdienst)
- Store (appstore)
- Musyka (muziekdienst) *
- Moi Krug (sociaal netwerk) *
- Rabota (personeelswerving) *
- Metrica (webanalyse)
- Slowari (encyclopedie) *
- Auto (automarktplaats) *
- Nedvizjimost (makelaar) *
- News (nieuws) *
- Lenta (RSS-dienst)
- Raspisanija (vertrektijden) *
- Webmaster (internethulp)
- Uslugi (financiële diensten) *
- Yango / Taxi (taxidienst) *

* = niet in het Engels beschikbaar